# どうすればいいのかな?
『どうすればいいのかな?』は、渡辺茂男作・大友康夫絵による絵本である。こどものとも年少版の第1号であり、初出は1977年4月に刊行された。1980年6月、福音館書店から単行本絵本が発刊された。渡部・大友コンビによる「くまくんの絵本」シリーズの第1作である。

## 概要
小さい「くまくん」を主人公としたシリーズの第1作。このシリーズでは「くまくん」を通して、子どもたちの日常生活が描かれている。読み聞かせの対象は1歳半以上となっている。福音館書店では、2,3才向きのえほんのうち、「子どもの日常生活にそった絵本」のおすすめ本のうちの1冊として、本書を挙げている。
「くまくんの絵本」シリーズは1985年までに『いただきまあす』『こんにちは』『ようい どん』『どろんこ どろんこ!』『ぼく うんてん できるんだ!』『ぼくおうちをつくるんだ!』『いってきまあす!』『おとうさん あそぼう』『おふろだ、おふろだ!』がこどものとも年少版から出版され、うち7冊が単行本絵本で2012年現在も入手可能である。
本書では、子供の生活の延長線上にある「パンツをはく」などの行為についてくまくんが奮闘する姿が描かれており、「はく」という子供の経験と「はく」という言葉の意味がぴったり重なり合い、「はく」という行為の意味を悟ることができるようになる。
1993年には、『How do I put it on?』のタイトルで英訳され、Red Foxから出版された。日本でも2000年、福音館書店から英訳本が出版された。

## あらすじ
くまくんは、シャツをどうするのかな。パンツはどうするのかな。ぼうしはどうするのかな。くつはどうするのかな。

## その他
1998年1-6月に月1回で産経新聞で連載された「かとうかずこのわが子と読む本」で、本書が選ばれている。

## 出版
- わたなべ しげお　ぶん ／ おおとも やすお　え『どうすればいいのかな?)』 福音館書店、1980年6月1日、ISBN 978-4-83-400768-8
- わたなべ しげお　ぶん ／ おおとも やすお　え『How do I put it on? 』 福音館書店（こどものともファースト・イングリッシュ・ブック）、2000年3月、ISBN 978-4-83-401649-9